# Amadou Diallo (voetballer, geboren 2005)
Amadou Diallo (12 februari 2005) is een Belgisch voetballer die onder contract ligt bij RSC Anderlecht.

## Clubcarrière
Diallo ruilde in 2018 de jeugdopleiding van Zulte Waregem voor die van RSC Anderlecht, nadat hij eerder ook bij de jeugd van Crossing Schaarbeek en Union Sint-Gillis speelde. Op 16 oktober 2022 maakte hij zijn profdebuut in het shirt van RSCA Futures, het beloftenelftal van Anderlecht dat vanaf het seizoen 2022/23 aantreedt in Eerste klasse B: op de negende competitiespeeldag liet trainer Robin Veldman hem tegen Jong Genk (3-2-nederlaag) in de 69e minuut invallen voor Anouar Ait El Hadj. Op 9 december 2022 scoorde hij zijn eerste profgoal: in de 4-1-nederlaag tegen SK Beveren scoorde hij het enige Brusselse doelpunt.
In mei 2023 ondertekende hij zijn eerste profcontract bij Anderlecht.

## Clubstatistieken
| Seizoen         | Club            | Land            | Competitie      | Competitie | Competitie | Beker | Beker | Supercup | Supercup | Europees | Europees | Totaal | Totaal |
| Seizoen         | Club            | Land            | Competitie      | Wed.       | Dlp.       | Wed.  | Dlp.  | Wed.     | Dlp.     | Wed.     | Dlp.     | Wed.   | Dlp.   |
| --------------- | --------------- | --------------- | --------------- | ---------- | ---------- | ----- | ----- | -------- | -------- | -------- | -------- | ------ | ------ |
| 2022/23         | RSCA Futures    | Vlag van België | Eerste klasse B | 6          | 1          | —     | —     | —        | —        | —        | —        | 6      | 1      |
| Carrière totaal | Carrière totaal | Carrière totaal | Carrière totaal | 6          | 1          | 0     | 0     | 0        | 0        | 0        | 0        | 6      | 1      |

Bijgewerkt op 4 mei 2023.
33 Vercauteren ·
34 Bouchouari ·
48 Montegnies ·
50 Barry ·
51 Baouf ·
52 Nicaise ·
53 Colassin ·
59 Vergeylen ·
62 Goto ·
63 Vanhoutte ·
64 Masscho ·
65 Engwanda ·
66 Haentjens ·
67 Moutha-Sebtaoui ·
68 Monticelli ·
69 Ure ·
71 Engwanda ·
73 Lapage ·
74 De Cat ·
77 Mendel-Idowu ·
78 Tajaouart ·
79 Maamar ·
80 Decorte ·
81 Diallo ·
83 Degreef ·
Coach: Coen
3 Hey ·
4 Simić ·
5 N'Diaye ·
6 Augustinsson ·
7 Amuzu ·
10 Verschaeren ·
11 Hazard ·
12 Dolberg ·
14 Vertonghen ·
16 Kikkenborg ·
17 Leoni ·
18 Ashimeru ·
19 Angulo ·
20 Vázquez ·
21 Huerta ·
23 Rits ·
25 Foket ·
26 Coosemans ·
27 Edozie ·
29 Stroeykens ·
34 Adryelson ·
43 Dendoncker ·
42 Sardella ·
42 Goto ·
55 Kana ·
63 Vanhoutte ·
Coach: Besnik Hasi
· Assistent-coach: Michaelsen
· Keeperstrainer: Merz